# Satellite (chanson d'Indochine)
Pour les articles homonymes, voir Satellite.
Singles de Indochine
Je n'embrasse pas
(1997) Juste toi et moi
(1999)
Satellite est une chanson du groupe Indochine, sortie en single en 1997.

## Présentation
La chanson homonyme, écrite par Nicola Sirkis et composée par Stéphane Sirkis et Alexandre Azaria, est d'abord parue sur l'album Wax en 1996.
Une version remixée par David Bascombe et sous-titrée Remix Radio 97 sort en single l'année suivante sous le label BMG Ariola, avec la chanson Coma, Coma, Coma tirée de Wax en "face B". La pochette du single est réalisée par oLi dE SaT, futur guitariste et compositeur du groupe, surnommé d'après son titre (« Olivier  de Satellite »).
La chanson originale figurera aussi sur les deux compilations du groupe qui suivront : Génération Indochine en 2000 et Birthday Album 1981-1996 en 2004. Son clip vidéo figurera quant à lui sur le DVD Indochine : L'Intégrale des clips de 2004.

## Liste des titres
1. Satellite - Remix Radio 97  (4:07)
2. Coma, Coma, Coma  (4:36)